# Wojna Tysiąca Dni

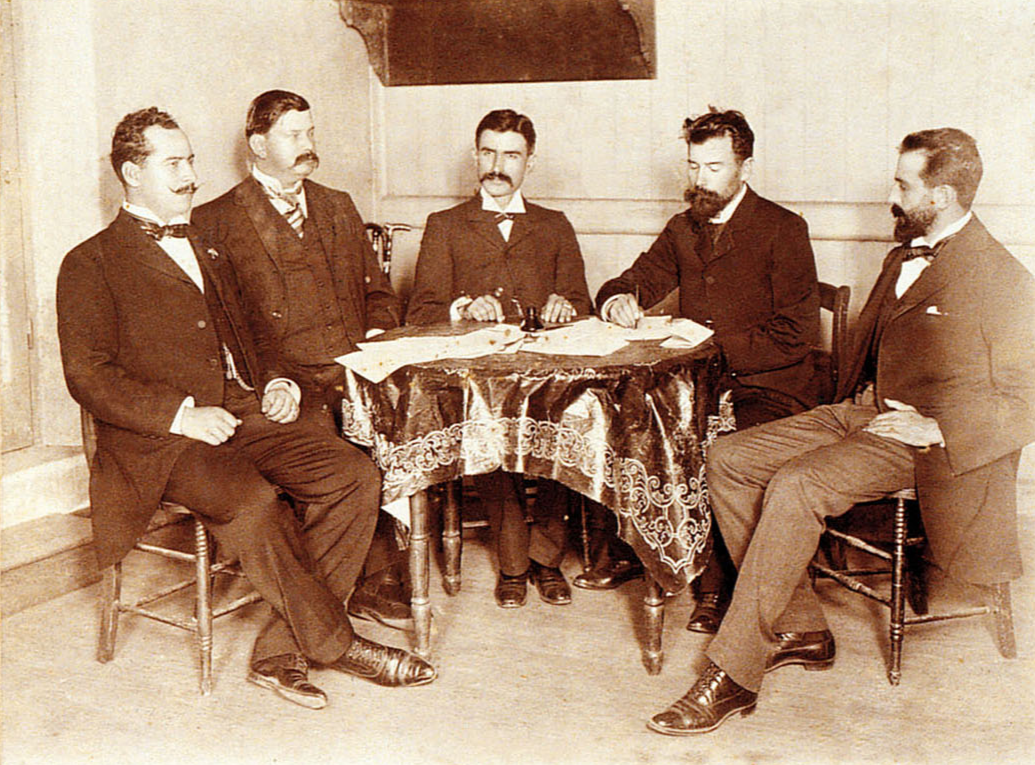
Akt podpisania pokoju na pancerniku USS „Wisconsin”.

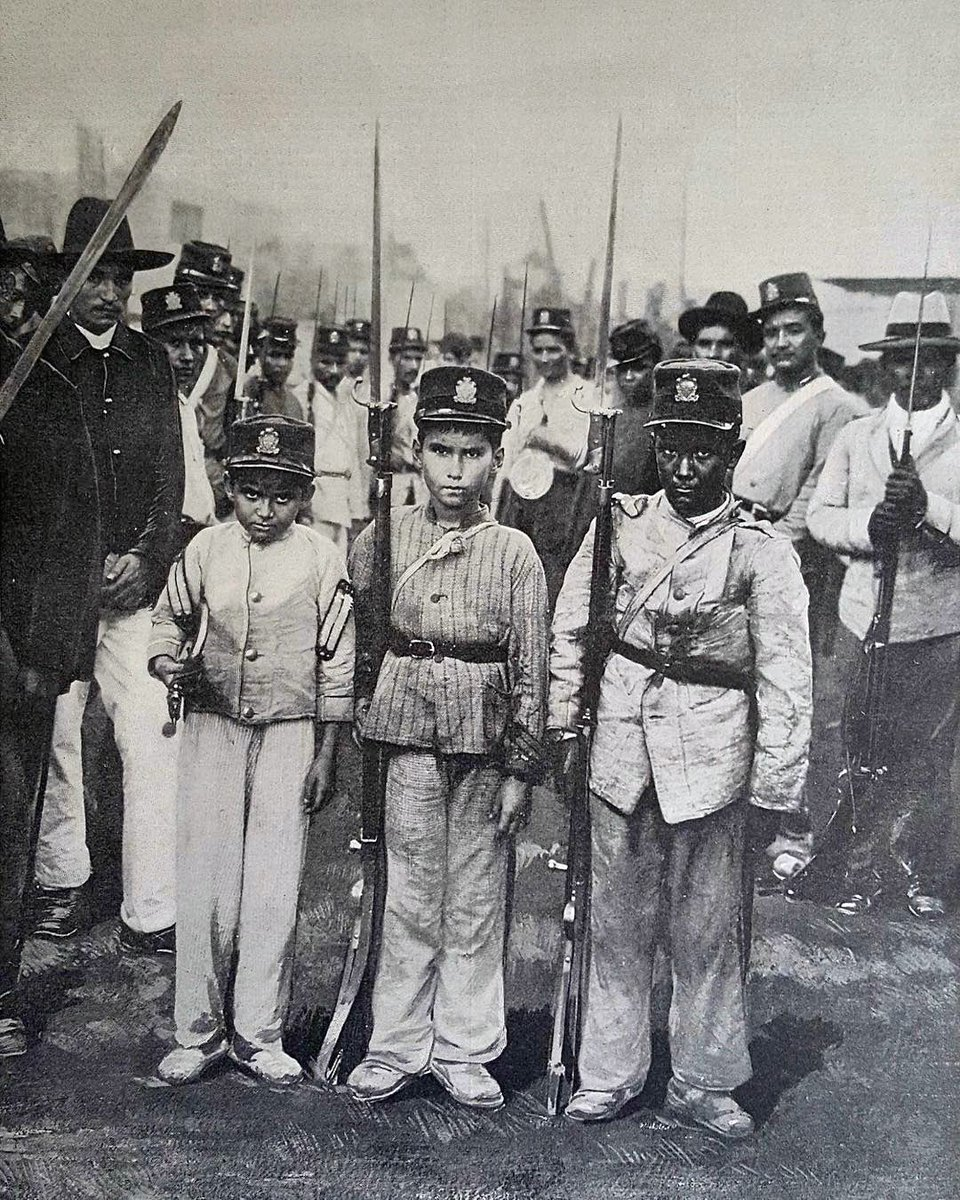
Obie strony konfliktu do walki wykorzystywały dzieci-żołnierzy.

Wojna Tysiąca Dni (hiszp. Guerra de los Mil Días) – wojna domowa w Kolumbii tocząca się między stronnictwem liberałów i konserwatystów od 17 października 1899 roku do 21 listopada 1902 roku. Szacowana liczba ofiar konfliktu, zakończonego zwycięstwem konserwatystów, oscyluje w okolicy 100 tysięcy. 

## Przyczyny
Ostatnie ćwierćwiecze XIX wieku to w Kolumbii okres nieustannych konfliktów politycznych, często przeradzających się w wojny domowe. Oprócz wojen obejmujących terytorium całego państwa, toczonych w latach 1876–1877, 1884–1885 i 1895 również liczne konflikty zbrojne o zasięgu lokalnym stawały się areną starcia pomiędzy Partią Liberalną a Partią Konserwatywną, jak również pomiędzy różnymi frakcjami liberałów. Autorytarna konstytucja przyjęta w 1886 roku zapewniła długotrwałą dominację konserwatystom. 
Pozycja liberałów od czasu ostatniego powstania umocniła się za sprawą przemian związanych z początkami uprzemysłowienia oraz rozwojem branży kawowej. Bazą społeczną liberałów byli zwłaszcza Murzyni i Mulaci zamieszkujący nadmorskie regiony państwa. Konserwatystów wspierał kościół katolicki oraz Metysi. 
W przededniu wojny w obu partiach ścierały się frakcje. Wśród liberałów podział przebiegał na zwolenników pokojowego działania hiszp. pacifistas (na czele frakcji stał Aquileo Parra Gómez) i kierowanych przez Rafaela Uribe Uribe zwolenników rozwiązań siłowych hiszp. revolucionarios. Konserwatyści podzielili się na nacionalistas i conservadores históricas, którzy oczekiwali powrotu do demokratycznych praktyk. Uzyskali oni poparcie José Manuela Marroquína oraz prezydenta Manuela Antonio Sanclemente, co zaowocowało zniesieniem części autorytarnych rozwiązań prawnych. Moment ten za odpowiedni do podjęcia walki z wycofującym się rządem uznali revolucionarios.

## Skutki
Wojna rozpoczęła się 17 października 1899 roku. Konflikt był wyjątkowo krwawy, obie strony do walki wykorzystywały dzieci. Przyjmuje się, że zginęło około 120 tysięcy ludzi, jednak niektóre szacunki podnoszą tę liczbę do nawet 180 tysięcy. Tysiące obywateli zostało rannych, znacznie ucierpiała również gospodarka Kolumbii. Kolumbia liczyła wówczas ok. 4 miliony ludności.
Pokój podpisano 21 listopada 1902 roku na pokładzie amerykańskiego pancernika USS „Wisconsin”. Ze strony liberałów dokument sygnował Benjamin Herrera, zaś konserwatystów reprezentował Nicolás Perdomo. Gwarantował on amnestię stronie liberałów. 
Konflikt ugruntował podziały polityczne w państwie do lat sześćdziesiątych XX wieku – zwolennicy jednej partii nie zmieniali już swoich politycznych preferencji.
Od osłabionej wojną domową Kolumbii w 1903 roku oderwała się Panama.